# Phạm Thị Diễm
Phạm Thị Diễm (* 24. Januar 1990) ist eine vietnamesische Leichtathletin, die sich auf den Hochsprung spezialisiert hat.

## Sportliche Laufbahn
Erste Erfahrungen bei internationalen Wettbewerben sammelte Phạm Thị Diễm im Jahr 2011, als sie bei den Südostasienspielen in Palembang mit übersprungenen 1,87 m die Bronzemedaille hinter ihrer Landsfrau Dương Thị Việt Anh und Wanida Boonwan aus Thailand gewann. Zwei Jahre später belegte sie bei den Asienmeisterschaften in Pune mit 1,81 m den neunten Platz und erreichte anschließend bei den Spielen der Frankophonie in Nizza mit einer Höhe von 1,80 m Rang fünf. Anschließend gewann sie bei den Südostasienspielen in Naypyidaw mit 1,80 m erneut die Bronzemedaille hinter Dương und Boonwan. 2014 nahm sie erstmals an den Asienspielen im südkoreanischen Incheon teil und belegte dort mit 1,80 m den siebten Platz. Im Jahr darauf gewann sie bei den Südostasienspielen in Singapur mit 1,83 m die Silbermedaille hinter der Thailänderin Boonwan und 2019 gewann sie bei den Südostasienspielen in Capas mit 1,78 m die Bronzemedaille hinter Boonwan und der Malaysierin Yap Sean Yee. 2022 siegte sie dann bei den Südostasienspielen im heimischen Hanoi mit einem Sprung über 1,78 m und 2023 musste sie sich bei den Südostasienspielen in Phnom Penh mit 1,77 m der Thailänderin Thanlada Thongchomphunut geschlagen geben.
In den Jahren 2013 und 2020 wurde Phạm vietnamesische Meisterin im Hochsprung.